# Mine (Yamaguchi)
Mine (美祢市 -shi) é uma cidade japonesa localizada na província de Yamaguchi.
Em 2003, a cidade tinha uma população estimada em 18 088 habitantes e uma densidade populacional de 79,25 h/km². Tem uma área total de 228,25 km².
Recebeu o estatuto de cidade a 31 de Março de 1954.